# Krina
Krina is een plaats en voormalige gemeente in de Duitse deelstaat Saksen-Anhalt, en maakt deel uit van de Landkreis Anhalt-Bitterfeld.

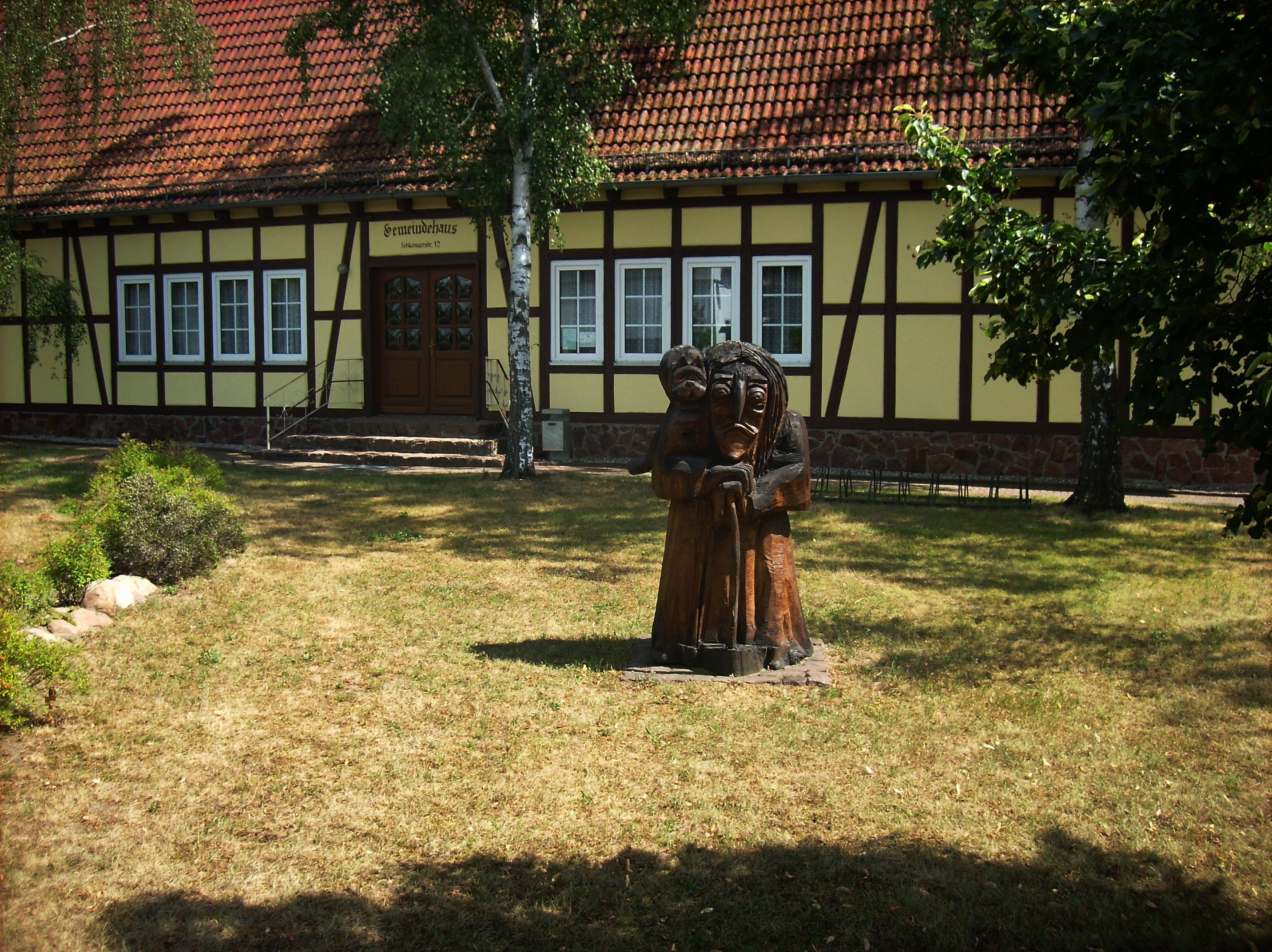
Voormalig gemeentehuis

Krina telt 740 inwoners.